# Claude Franclet
Claude Franclet, född 23 juni 1964, är en fransk bågskytt. Han deltog vid olympiska sommarspelen 1988.